# Davide Celli
Davide Celli (* 18. Januar 1967 in Bologna) ist ein italienischer Schauspieler und Politiker.

## Leben
Davide Celli, der Sohn des 2011 verstorbenen Biologen, Schriftstellers und Politikers Giorgio Celli, debütierte als 9-Jähriger in einem Film von Roberto Faenza. Nach Ausbildungen beim Istituto Statale d’Arte, der DAMS und einer Privatschule wirkte er dann ab 1983 in einigen Filmes des ebenfalls aus Bologna stammenden Pupi Avati mit, in denen er sympathische Charaktere wie den Waisen in Festa di laurea gab. Auch seine Darstellung in Cesare Bastellis Una domenica sì eines schüchternen und furchtsamen Soldaten wurde gelobt. Im Fernsehen konnte man Celli in der Sitcom È probito ballare sehen. Gleichzeitig wirkte er als Illustrator von Comics und Trickfilmen und legte einige Dokumentationen vor.
Ab Mitte der 1990er Jahre widmete er sich der Politik. Er engagierte sich bei den Wahlen der Emilia-Romagna für die italienischen Grünen, gründete 2000 die kulturpolitische Gesellschaft I Nuovi Verdi und wirkte von 2004 bis 2009 als Gemeinderat seiner Geburtsstadt. Im Verlaufe dieser Periode wechselte er 2007 zum Partito Democratico.
Nach einem Satireband veröffentlichte Celli 2010 den Roman Confessione di un nemico del popolo.

## Filmografie (Auswahl)
- 1976: Si salvi chi vuole
- 1983: Ein Schulausflug (Una gita scolastica)
- 1984: Wir drei (Noi tre)
- 1985: Die Abschlußfeier (Festa di laurea)
- 1993: Magnificat